# Muzzana del Turgnano
Muzzana del Turgnano (Muçane in friulano, Muzane nella variante locale) è un comune italiano di 2 324 abitanti del Friuli-Venezia Giulia.

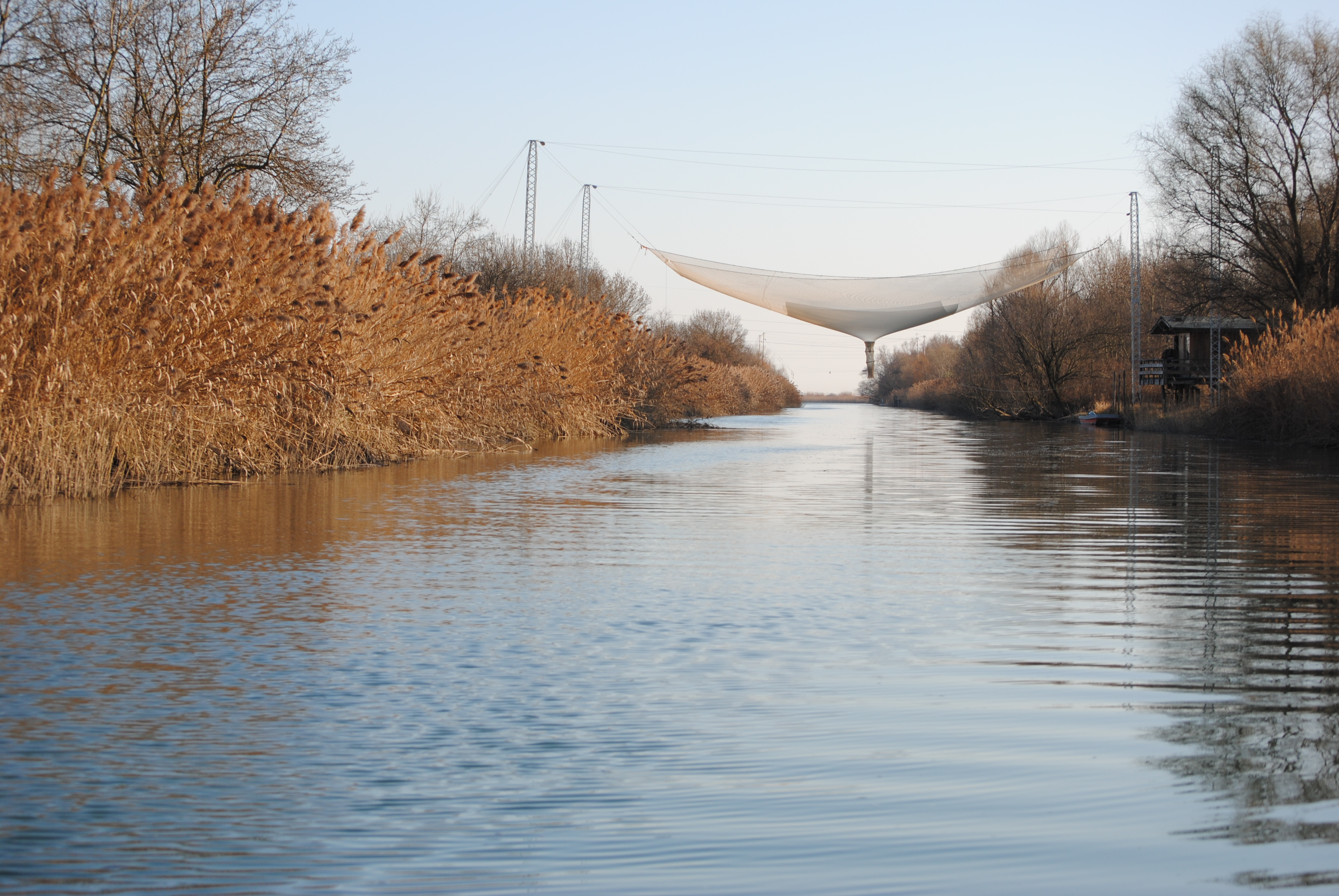
Fiume Cormor

## Geografia fisica
Situata nella Bassa friulana, Muzzana del Turgnano sorge tra i comuni di Carlino, Castions di strada, Marano Lagunare, Palazzolo dello Stella e Pocenia.
Seguendo il corso del fiume Cormor che la lambisce, il territorio del comune si insinua tra le zone boschive giungendo fino alla laguna di Marano.

### I boschi
I boschi di latifoglie di Muzzana sono noti per essere l'avanzo più importante dell'antica foresta lupanica che come descritto da Virgilio e Plinio il Vecchio si estendeva dal fiume Livenza al fiume Isonzo. Nei due boschi, dei querco-carpineti, sarà facile trovare anche aceri, frassini, olmi e ontani, e con sorpresa anche qualche melo, pero e ciliegio selvatici.
Con oltre 300 ettari di estensione si incastonano tra il centro del paese e la Laguna. Il più grande bosco Baredi/selva di Arvonchi è di proprietà collettiva mentre il secondo la cosiddetta "Coda di Manin" è di proprietà privata.
Lo scenario di piccole paludi e ricche zone di risorgiva è un ambiente ideale per una vasta varietà di specie di funghi.

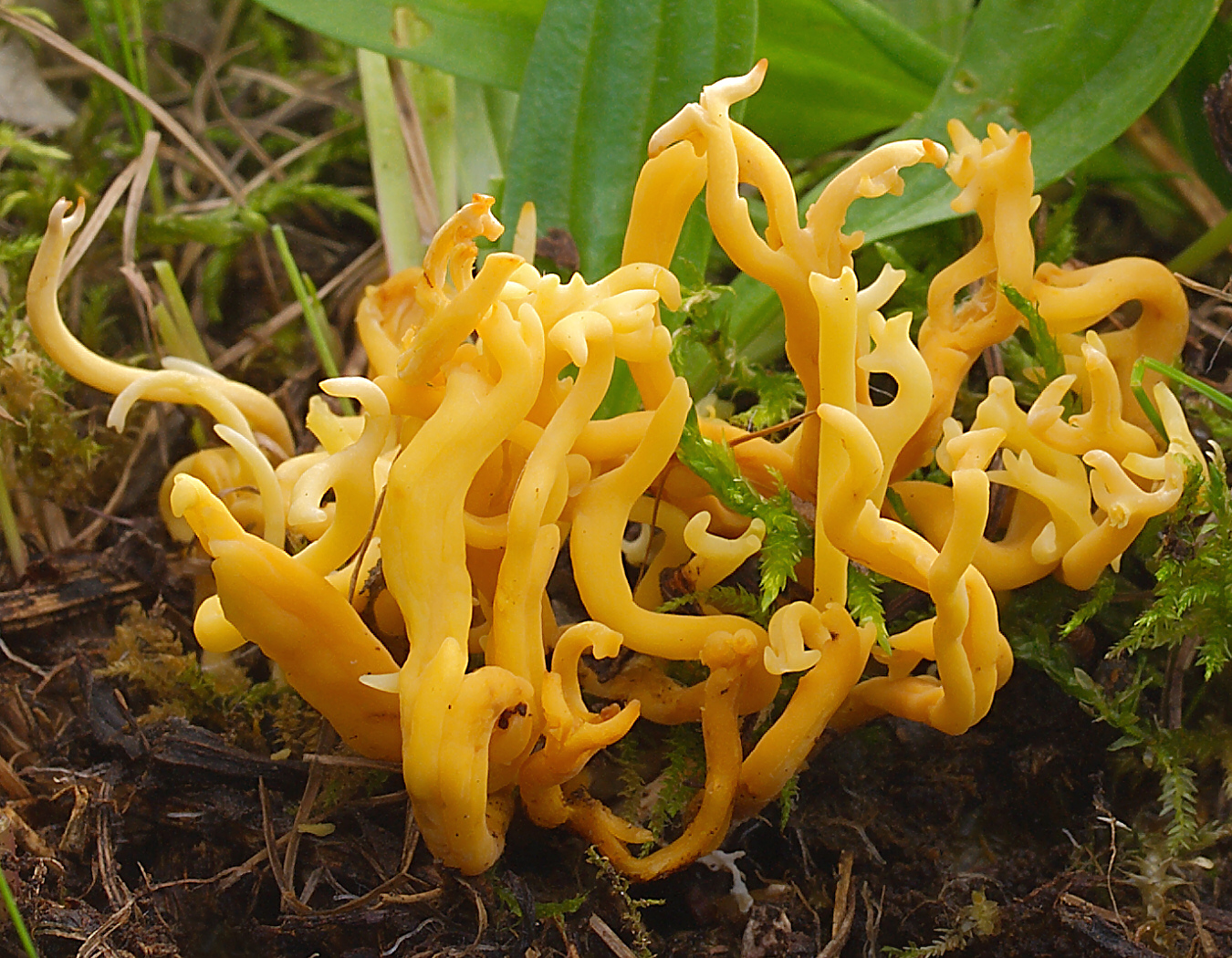
Clavulinopsis corniculata

Passeggiando col tipico zei (cesto di vimini) il cercatore di funghi a Muzzana avrà delle piacevoli sorprese, in primis per la struttura del bosco planiziale e poi per la grandissima ricchezza di specie presenti. Delle 400 specie censite si incontreranno di sicuro chiodini, russule e amanite sia di varietà commestibili che tossiche, fino ad arrivare a rarità da fotografare come la Clavaria corniculata, il Ganoderma lucidum o il Phallus impudicus.

Non col cesto ma col cane invece il cercatore di funghi deve andare per trovare una delle meraviglie del territorio di Muzzana, il tartufo. Negli ultimi decenni si è scoperto che diverse specie di tartufi popolano i boschi di Muzzana e della bassa friulana tra cui l'eccellente tartufo bianco.

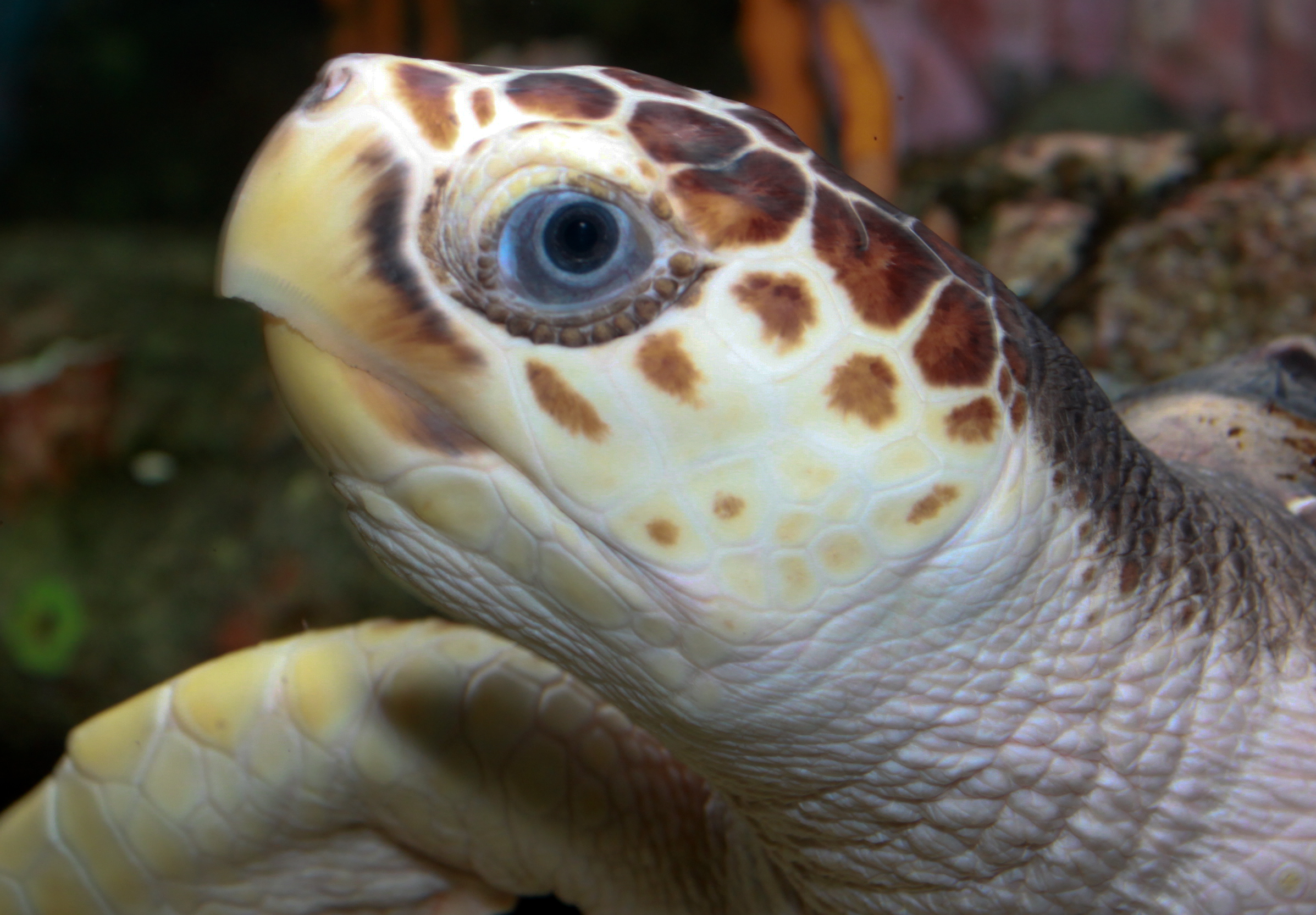
Caretta caretta

### La laguna
La laguna di Marano tocca diversi comuni della bassa friulana compreso Muzzana.
La zona più conosciuta dai vecchi pescatori, le marine in lingua, comprende il fiume Cormor fino al reticolo di canali che forma sboccando in laguna. Da sempre fonte inesauribile di ispirazione e contatto col mare, per i paesani di Muzzana è parte integrante della vita sia per la pesca sia per l'esperienza naturalistica impareggiabile.
Una tecnica di pesca praticamente unica nel suo genere che si pratica da sempre a Muzzana è il palmonâ stile che consiste nell'immergersi in acqua e scandagliare dolcemente con le mani il fondale per catturare prevalentemente passere, ma anche ghiozzi e gamberi. La passera ingannata dal fango sollevato dal pescatore non vede la mano e l'abilità del pescatore non le permette di scappare nemmeno dopo essere stata accarezzata. Altro e più moderno stile è quello di stendersi sul bordo della batele (barca tipica) e lasciarsi andare in acque basse (20/40 cm).
Tra la grande molteplicità di specie di uccelli marini e pesci vale di sicuro la pena citare oltre agli aironi, ai cormorani, alle anguille, ai cefali e ai branzini, la splendida tartaruga marina Caretta caretta che raramente si può ammirare mentre fa emergere la testa per respirare tra le acque della laguna.

### La fauna
La grande varietà di caratteristiche della campagna e dei boschi di Muzzana sono tali da favorire il mantenimento di molte specie animali.

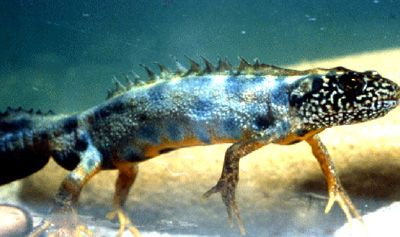
Tritone crestato italiano

Le sostanze organiche prodotte dalla vegetazione, la ricchezza di stagni, pozze e risorgive e l'isolamento dal centro abitato diventano fondamentali per la biodiversità. Inoltre la vicinanza della Laguna di Marano crea l'habitat ideale per la presenza di molte specie di uccelli diventando anche tappa fondamentale per i flussi migratori di molte di esse.
Svassi, tarabusi, cannareccioni e martin pescatori sono solo alcune delle specie che si possono trovare con facilità tra i canneti delle barene della Secca di Muzzana, e mentre i campi coltivati sono battuti dai gheppi, dai nibbi e dai falchi, i prati spontanei dentro i boschi sono popolati da picchi neri, allocchi, cuculi e usignoli.

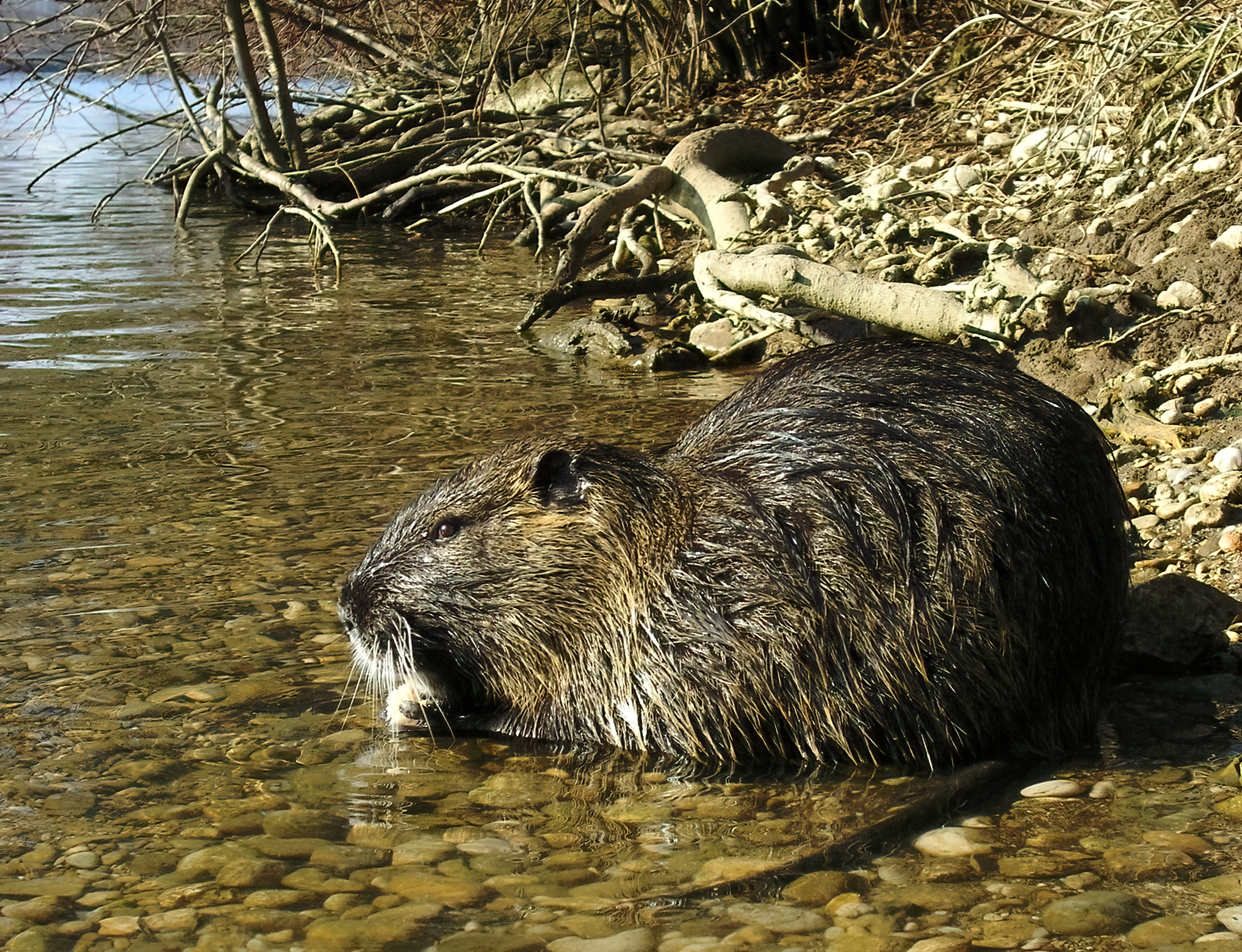
Una nutria

Le condizioni ambientali ideali presenti all'interno dei due boschi consentono agli anfibi e ai rettili di riprodursi e prosperare, per cui non è raro apprezzare saettoni, natrici, rospi e raganelle mentre con maggior impegno e fortuna si possono incontrare gli ormai rari ululoni dal ventre giallo, tritoni e la sempre meno comune Vipera aspis'".
Oltre ai tipici mammiferi del Nord Italia si possono evidenziare delle presenze nuove, tra cui un'abbondante comunità di cinghiali e caprioli.
Nel 1998 viene classificata una nuova specie di toporagno, a cui viene dato un nome in onore al più grande dei boschi di Muzzana sito del primo ritrovamento, il Sorex arunchi.
Da qualche anno, come nel resto d'Italia, si nota la presenza di un roditore invasivo che si sta ben adattando al territorio, la nutria, animale inserito nella lista delle 100 specie più invasive al mondo.

## Storia
Nel 1514 il capitano imperiale Francesco Cristoforo Frangipani durante l'assedio al castello del colle di Osoppo da parte di Girolamo Savorgnan il 2 marzo inflisse un'esemplare punizione, l'abbacinamento, a 134 abitanti di Muzzana che passeranno alla storia col nome di "li Orbi de Mozana". Ai 56 prigionieri anziani vennero cavati ambedue gli occhi, ai quattro più giovani venne incisa la croce di Sant'Andrea su ambo le guance e ai rimanenti 74 prigionieri venne cavato l'occhio destro e tagliate le tre dita della mano destra affinché non impugnassero mai più le armi. Tutti gli occhi strappati ai prigionieri muzzanesi vennero riposti in un bacile e fatti vedere dal boia agli astanti e, in gesto di sfida macabro e terribile, agli esterrefatti assediati sul colle che assistettero alla terribile rappresaglia.
Nel 1950 il territorio di Muzzana fu teatro delle Lotte del Cormor, una mobilitazione che da maggio in poi coinvolse disoccupati, braccianti e contadini della Bassa friulana.

### Simboli
Lo stemma e il gonfalone sono stati concessi con DPR del 23 gennaio 1963.
Il colore nero simboleggia il dolore e i lutti, il rosso il sangue sparso in battaglia dai muzzanesi; l'elmo trafitto dalle frecce ricorda la crudele rappresaglia degli imperiali nel 1514. La scritta si riferisce al primo documento in cui compare il nome di Muzzana, ovvero al diploma di Lodovico il Pio. Le tre canne ricordano le antiche paludi, oggi trasformate in fertili campi simboleggiati dalle tre spighe di grano.
Il gonfalone è un drappo tagliato di rosso e di nero.

## Monumenti e luoghi d'interesse
- Chiesa parrocchiale di San Vitale Martire
- Parco degli Orbi[16][17]

## Società

### Evoluzione demografica
Abitanti censiti

### Etnie e minoranze straniere
Al 31 dicembre 2015 i cittadini stranieri residenti a Muzzana del Turgnano sono 156. Di seguito sono riportati i gruppi più consistenti:
- Bosnia ed Erzegovina - 43
- Romania - 31
- Repubblica di Macedonia - 23
- Ucraina - 19
- Croazia - 15
- Albania - 6
- altri - 19

### Lingue e dialetti
A Muzzana del Turgnano, accanto alla lingua italiana, la popolazione utilizza la lingua friulana. Ai sensi della deliberazione n. 2680 del 3 agosto 2001 della Giunta della Regione autonoma Friuli-Venezia Giulia, il Comune è inserito nell'ambito territoriale di tutela della lingua friulana ai fini della applicazione della legge 482/99, della legge regionale 15/96 e della legge regionale 29/2007.
La lingua friulana che si parla a Muzzana del Turgnano rientra fra le varianti appartenenti al friulano centro-orientale
(friulano della fascia sudorientale del basso Tagliamento).